# Aljaksandr Patasjoŭ
Aljaksandr Patasjoŭ (belarusiska: Аляксандр Паташоў, ryska: Александр Поташёв: Aleksandr Potasjev), född 12 mars 1962 i Vitebsk i Vitryska SSR i Sovjetunionen (nu Vitsebsk i Belarus, är en belarusisk före detta friidrottare (gångare) som under början av sin karriär tävlade för Sovjetunionen.
Patasjoŭ tävlade framför allt i den längre distansen 50 kilometer gång och hans största merit är guldet vid VM 1991. Patasjoŭ och hans ryska lagkamrat Andrej Pelov försökte att dela på guldet genom att korsa mållinjen samtidigt, men juryn dömde Patasjoŭ som segrare.
Patasjoŭ deltog i OS 1988 där han blev diskad.
Hans personliga rekord är på 3:40.02 från Moskva 1990.